# Handicap (ippica)
Il termine handicap indica una particolare categoria di corse al galoppo, dove uno o più esperti, detti appunto "handicapper", stabiliscono una scala di valori attribuendo il peso che dovranno portare in gara i singoli cavalli. 
Il peso viene calcolato sommando il peso del fantino con quello della sella. Per raggiungere i pesi maggiori vengono aggiunte delle zavorre di piombo. Il cavallo migliore ha il peso maggiore ed è definito peso massimo o anche top weight.
I cavalli meno qualitativi vengono caricati il meno possibile e sono definiti pesini.
L'idea dietro questo procedimento è quella di garantire le stesse possibilità di vittoria ad ogni cavallo pareggiandone le chance. 
Le corse ad handicap, si suddividono anche, in handicap di minima, handicap ad invito, handicap principale ed handicap limitato, in base all'importanza della gara e alla qualità dei concorrenti che vi possono partecipare. 
Più il premio assegnato al vincitore è alto, maggiore è il livello qualitativo dei cavalli.
Talvolta il peso effettivo portato dall'insieme dei cavalli si discosta da quello assegnato ufficialmente dall'handicapper. 
Ciò accade quando il peso massimo è più leggero del peso predeterminato dal tipo di corsa, per cui tutta la scala dei pesi viene adeguata.
Il massimo dell'adeguamento è comunque tre kg.
Prima del 2002 in Italia veniva nominato un "handicapper" per ciascun ippodromo in funzione. Successivamente la preparazione delle corse denominate " handicap " è stata affidata ad una Commissione Centrale di tre esperti a rotazione mensile, di cui due responsabili della gestione dei dati e del buon funzionamento del sistema, su base informatica e con una serie di parametri fissi, per garantire omogeneità di giudizio.
Le corse ad "handicap", poiché tendono alla corretta distribuzione delle probabilità di vittoria, sono le più incerte e perciò le più gradite per gli appassionati abituali, determinando il volume medio di scommesse più alto di tutti gli altri tipi di corsa (nelle quali il peso è uguale fra tutti i concorrenti - es. corse classiche, di Gruppo o Listed Races - oppure nelle quali il peso è stabilito in base alle somme vinte in precedenza dai cavalli - es. corse condizionate, corse a vendere, corse a reclamare).

## Handicapper
Nel linguaggio ippico si chiama Handicapper un esperto designato per stabilire il vantaggio che devono avere i cavalli meno veloci rispetto ai più forti per poter competere in corse dette appunto ad "handicap".
Nelle corse al trotto questo tipo di corsa non è molto frequente e il vantaggio è in metri (di solito 20 o 40), di cui godono i soggetti più scarsi, alla partenza. I cavalli migliori devono recuperare lo svantaggio (handicap) per poter vincere la gara.
Nelle corse al galoppo invece la corsa ad handicap è la più frequente, perché l'incertezza che determina l'abilità degli handicapper rende più difficile ma più divertente lo studio degli scommettitori che vogliono indovinare il vincente o i piazzati.
La "quota", cioè quello che rappresenta il profitto ottenuto da chi pronostica esattamente il vincitore, è perciò mediamente più alta in questo tipo di corsa rispetto alle altre.
Anche il movimento delle scommesse è maggiore negli handicap, più graditi al pubblico rispetto ad altri tipi di corsa.
Il vantaggio è assegnato dagli handicapper ai cavalli meno forti con l'attribuzione di un peso inferiore rispetto agli altri da portare in corsa. Maggior peso da portare determina maggiore fatica: se il lavoro dell'handicapper è stato ben eseguito (pareggiare quanto più possibile le possibilità di vittoria, art. 87 del Regolamento delle corse al galoppo), i cavalli giungeranno vicini sul traguardo.
Molto genericamente si può dire che a un chilo di vantaggio corrisponde una lunghezza (circa tre metri) sulla distanza dei 1600 metri.
Il peso assegnato deve essere portato comprendendo il peso del fantino più eventualmente, se il peso del fantino non raggiunge il peso assegnato, delle lastre metalliche (piombi) posti sotto la sella.
Normalmente i pesi portati in corsa handicap-fantini (professionisti) dai cavalli vanno da kg. 63 fino a kg. 50, nelle corse handicap- gentlemen riders (dilettanti) da kg. 78 a 67.
In Italia la preparazione delle corse ad handicap è, dall'anno 2014, a cura di una Commissione Centrale, che si riunisce ogni martedì, composta da due handicapper (Alberto Artina e Lorenzo Rossi, che esercitano in modo esclusivo questa professione dal 1977).
In passato veniva nominato un handicapper in ogni ippodromo in funzione.
Gli handicapper con la maggiore esperienza, o anzianità di servizio, sono detti Senior Handicapper. In Italia  gli Handicapper sono anche incaricati di gestire il sistema informatico dei dati e stabiliscono i criteri sempre identici con i quali assegnano i pesi ai cavalli, per garantire la massima omogeneità ed equità di giudizio.
È poi compito degli handicapper, in tutto il mondo, stilare una classifica annuale (numerica, espressa in chilogrammi o libbre, che rappresentano appunto la differenza) dei cavalli più forti del proprio Paese.
Inoltre nel mese di dicembre a Hong Kong si riunisce dagli anni ottanta una Commissione internazionale dei migliori handicapper di tutto il mondo, ai lavori della quale partecipa per l'Italia il dott. Lorenzo Rossi, che stabilisce i rating (valori numerici espressi in libbre) dei cavalli che hanno corso nell'annata le corse più importanti di Europa, America, Asia e Australia. La Classifica Internazionale viene pubblicata nel mese di gennaio, dopo di che gli handicapper internazionali ricominciano il lavoro, scambiandosi continuamente valutazioni attraverso email ed inserendo i rating in un sito apposito, gestito dalla società Weatherbys in Inghilterra, in accordo con la British Horseracing Autorithy.